# José María Vázquez (pintor)
José María Vázquez o Vásquez fue un pintor de Nueva España discípulo destacado del pintor Rafael Ximeno y Planes. Todo su aprendizaje se desarrolló en la Academia de San Carlos de México donde obtuvo el título de «Académico de Mérito» y más tarde el de «Teniente de Pintura de la Real Academia de San Carlos de México». Durante los años 1825 y 1826 se ocupó como interino del puesto de director tras la muerte de su maestro.
En 1792 fue elegido junto con otros cinco compañeros como becario para ampliar conocimientos en la Academia de San Fernando en Madrid, según una disposición dada por el propio rey, pero ninguno aceptó la propuesta con diferentes disculpas de tipo personal y familiar.

## Obra
Sus obras están documentadas desde 1790 gracias a los documentos que facilita la Academia de San Carlos de México. Se le considera un buen retratista y pintor de temas religiosos. Su primer retrato lo hizo en 1791 y el último lo firmó en 1822. El primer retrato localizado es el de Miguel de la Grúa Talamanca Virrey Marqués de Brancforte o Branciforte, de 1795 que se conserva en el Museo Nacional de Historia de México.
Hizo otro retrato a Don Pedro Garibay, militar y administrador colonial español, quincuagésimo séptimo virrey de Nueva España, entre 1808-1809. Es un retrato oficial y por lo tanto sigue el esquema apropiado y requerido. Los críticos hacen resaltar el dominio del pintor que supo reflejar el rostro cansado y colmado de arrugas del anciano de 79 años.

Retratos de virreyes
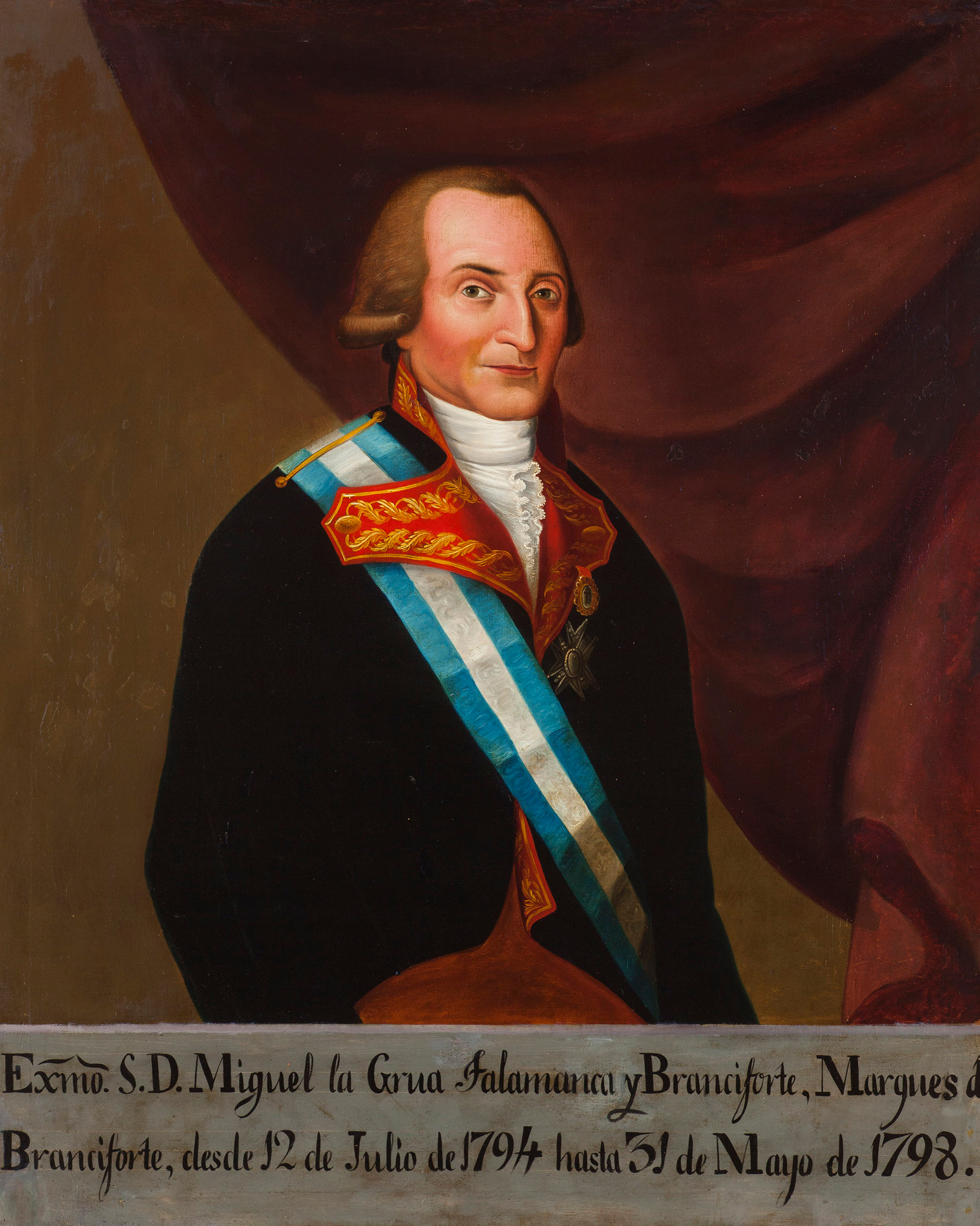
Virrey Marqués de Brancforte (Museo Nacional de Historia, México)
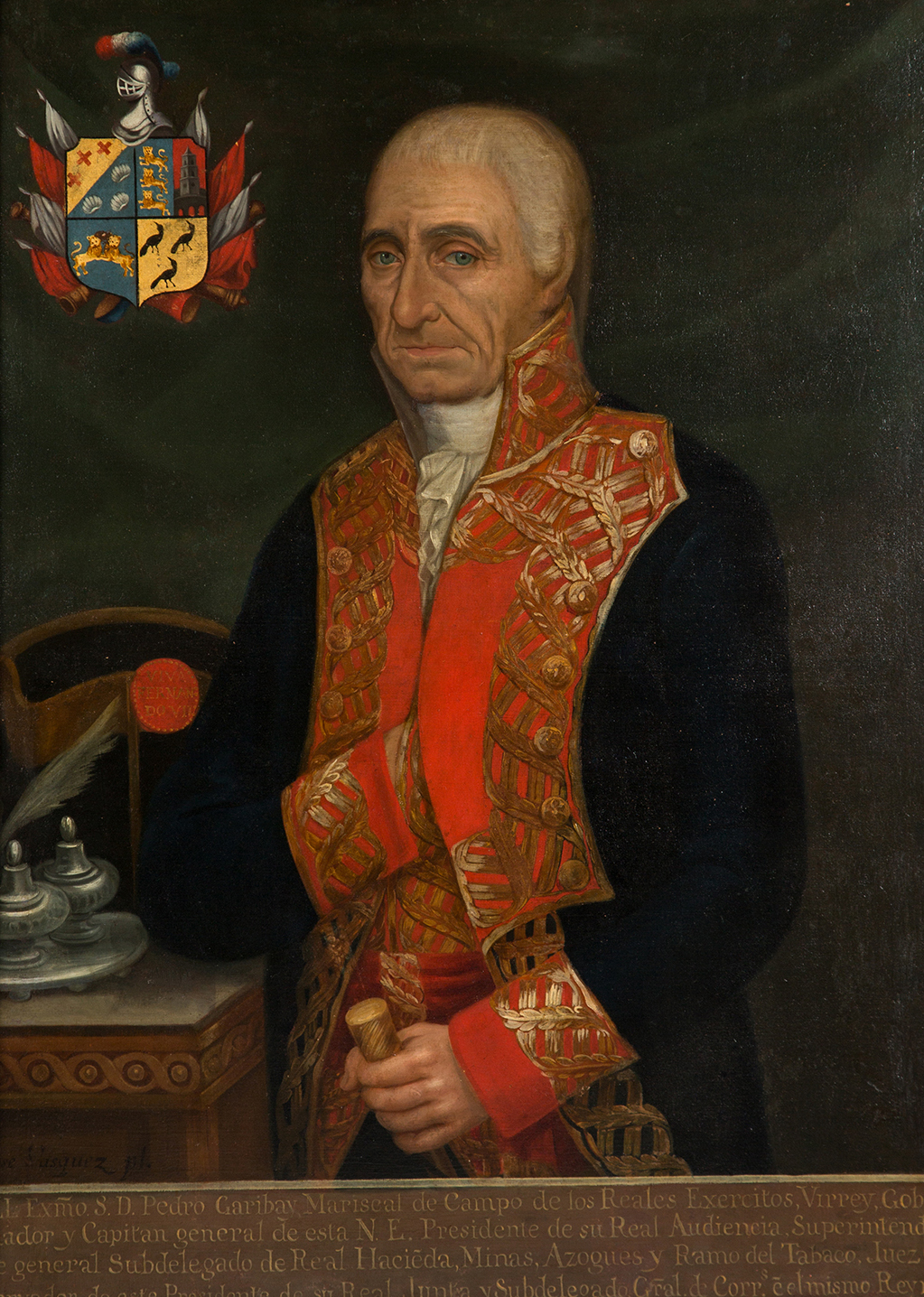
Virrey de Nueva España Pedro de Garibay a los 79 años de edad (Museo Nacional de Historia, México)

Se dedicó también a retratos infantiles como el del niño Juan Crisóstomo Martínez (1800) que se encuentra en el Museo del Virreinato. Dentro de los retratos de la sociedad novohispana se destaca el de Doña María Luisa Gonzaga Foncerrada y Labarrieta, de género neoclásico donde la dama se muestra con vestido a la moda imperio, con un libro y un abanico, recurso muy utilizado en el barroco. Al fondo hay un paisaje de un jardín con una fuente. Y el retrato en 1814 de la monja Sor María Antonia del Corazón de Jesús que se conserva en el  Museo Nacional de Arte. En 1808 pintó varios santos dominicos destinados a la capilla de las Recogidas en México.

Retratos de mujeres
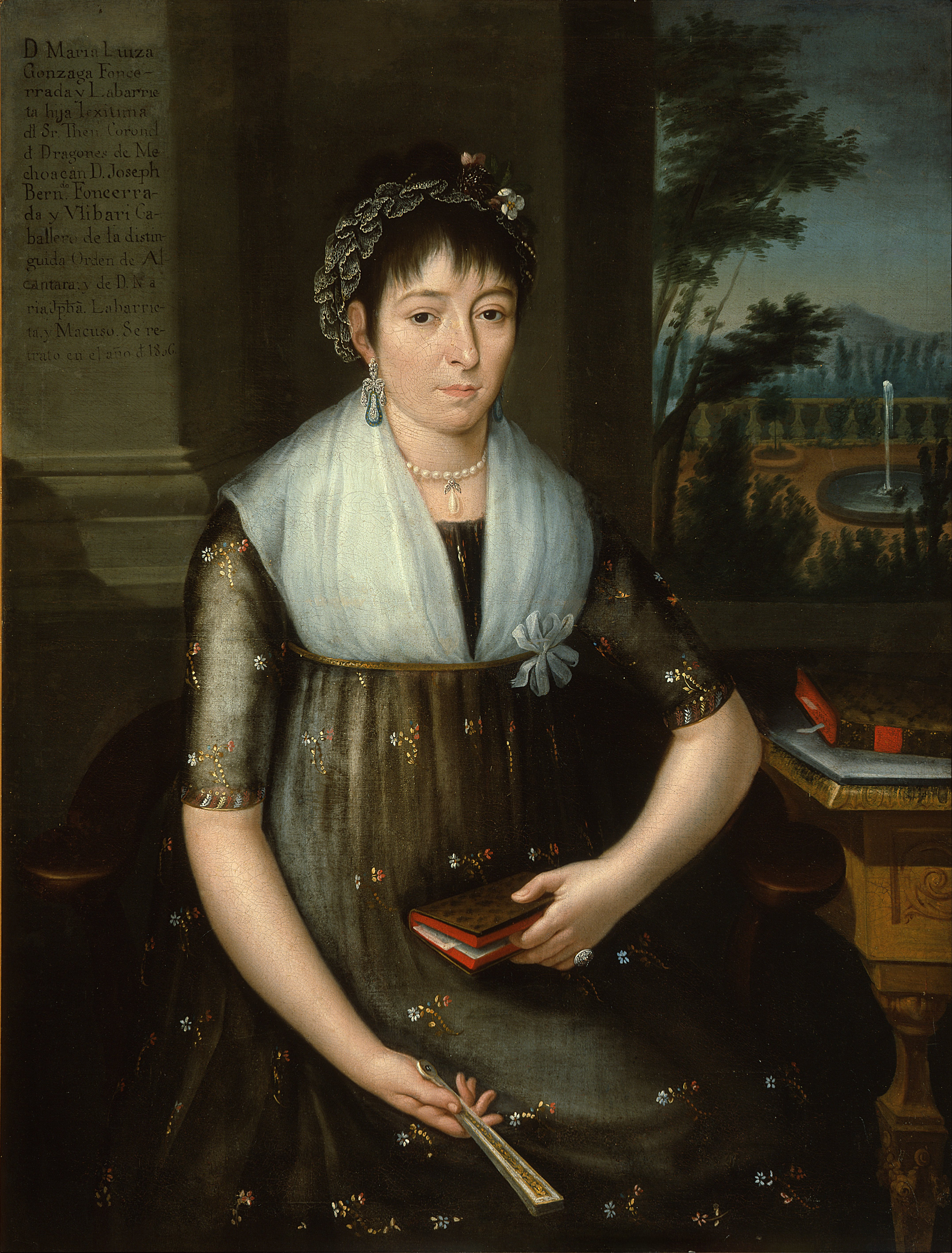
Retrato de María Luisa Gonzaga Foncerrada y Labarrieta (Museo Nacional de Arte, México)
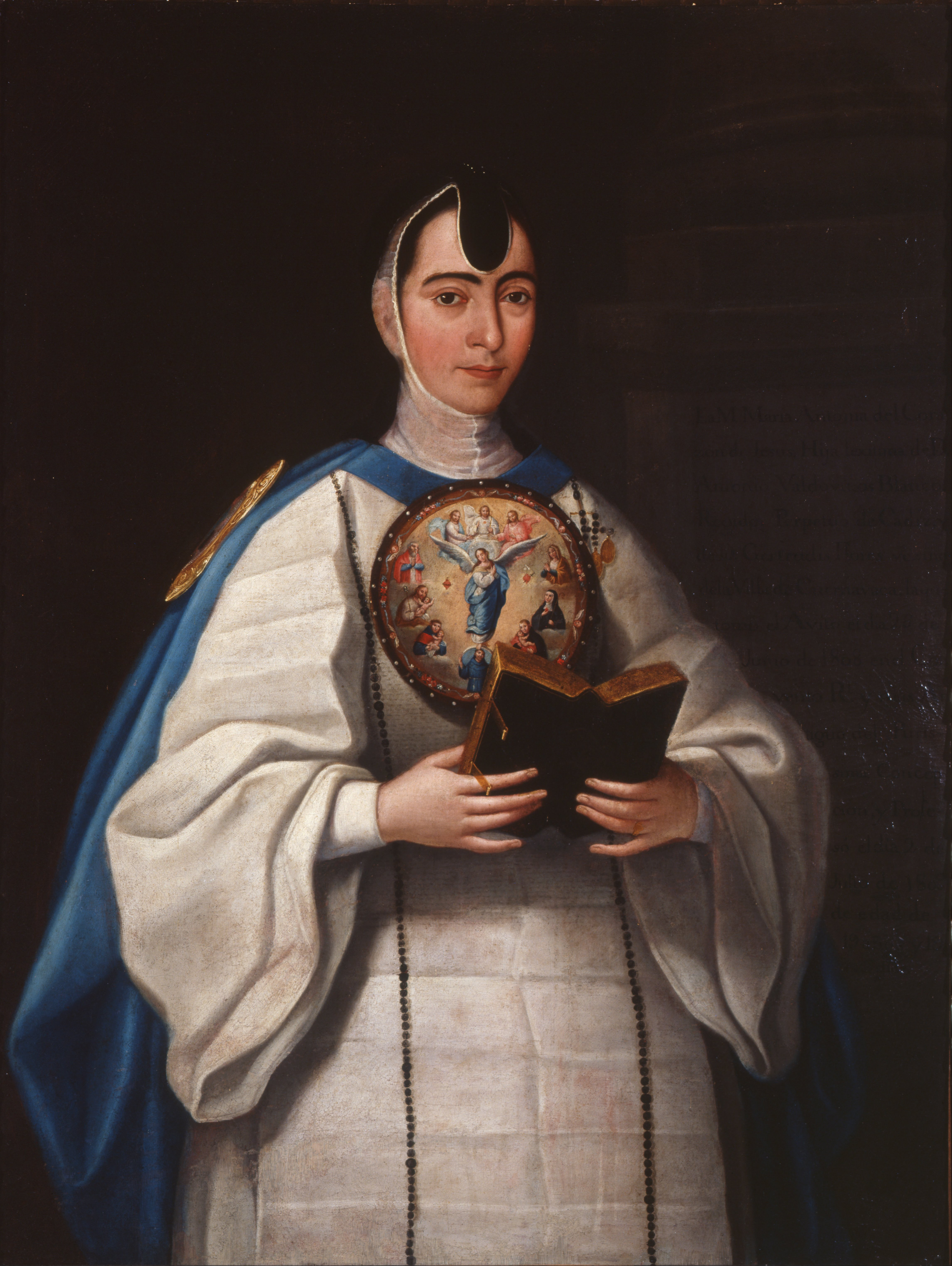
Retrato de la monja Sor María Antonia del Corazón de Jesús (Museo Nacional de Arte, México)